# NTT都市開発リート投資法人
NTT都市開発リート投資法人（エヌティティとしかいはつリート）は、東京都千代田区に本部を置く投資法人。東証上場（J-REIT）。

## 概要
NTT都市開発がスポンサーのJ-REITである。資産運用会社は、NTT都市開発100%出資の「NTT都市開発投資顧問株式会社(2021年4月1日にそれまでの資産運用会社:プレミア・リート・アドバイザーズを吸収合併)」である。
2002年（平成14年）設立当初は、ケン・コーポレーション及び中央三井信託銀行がメインスポンサーで、オフィスとレジデンスを投資対象とした東京経済圏特化型のREITだった。なお、住宅を本格的な投資対象に加えた初のJ-REITであった。
2010年（平成22年）にメインスポンサーがNTT都市開発に変更となり、2014年（平成26年）にケン・コーポレーションが保有する資産運用会社株式（30%）をケネディクスに譲渡した。2020年（令和2年）にNTT都市開発単独スポンサーとなった。

## 沿革
- 2002年（平成14年）5月2日 - プレミア投資法人として本投資法人の設立。
- 2002年（平成14年）9月10日 - 東証に上場。
- 2021年（令和3年）4月1日 - NTT都市開発リート投資法人に商号を変更[7]。

## ポートフォリオ
投資対象はオフィスとレジデンスの複合型運用である。
主な所有物件は以下の通り。
- 秋葉原UDX（ユーディーエックス特定目的会社優先出資証券の持分19%）
- 品川シーズンテラス
- グランパーク
- 芝浦アイランドエアタワー
- かながわサイエンスパークR&D棟
- 大手町フィナンシャルシティグランキューブ
- NTTクレド岡山ビル（信託受益権準共有持分60%）
- （売却済）トレードピア淀屋橋の底地
- （売却済）スフィアタワー天王洲